# Румянцев, Николай Кузьмич
Николай Кузьмич Румянцев (1894—1977) — русский офицер, герой Первой мировой войны, полковник 3-го Корниловского ударного полка.

## Биография
Уроженец Тверской губернии.
С началом Первой мировой войны поступил в Павловское военное училище, по окончании ускоренного курса которого 1 февраля 1915 года был произведен в прапорщики. Состоял в 16-м гренадерском Мингрельском полку. Пожалован Георгиевским оружием
За то, что, будучи в чине прапорщика, в ночь со 2 на 3 июля 1915 года, командуя ротой и видя замешательство в другой роте, командир которой был тяжело ранен, стал во главе этой роты и под убийственным пулеметным и ружейным огнем противника с криком «ура» бросился на неприятельские окопы, увлек обе роты и, выбив рукопашным боем противника, занял его окопы.
19 июля 1915 года произведен в подпоручики командующим 10-й армией, с переводом в тот же полк (производство утверждено Высочайшим приказом от 1 апреля 1916). Дослужился до должности командира батальона, был дважды ранен. Произведен в поручики 17 июля 1916 года, в штабс-капитаны — 10 ноября того же года. В августе 1917 года был назначен начальником учебной команды 192-го пехотного запасного полка в Москве.
С началом Гражданской войны прибыл на Дон в Добровольческую армию. Был зачислен в Корниловский ударный полк, участвовал в 1-м Кубанском походе. В Вооруженных силах Юга России — в 1-м Корниловском полку. Был тяжело ранен при наступлении на Курск. В сентябре 1919 года был назначен помощником командира вновь сформированного 3-го Корниловского полка. За боевые отличия был произведен в капитаны, затем — в подполковники с переименованием в полковники. В Русской армии — в Корниловской дивизии до эвакуации Крыма. На 18 декабря 1920 года — в 9-й роте Корниловского полка в Галлиполи, с 24 декабря 1921 года был назначен помощником командира 3-го батальона Корниловского полка.
В эмиграции в Болгарии. Служил воспитателем в русских гимназиях, занимался работой с молодежью. Был одним из основателей, а с 1936 года — и начальником болгарского отдела Национальной организации русских разведчиков (НОРР). В 1937 году стал одним из организаторов «Роты молодой смены имени генерала Кутепова» при III отделе РОВС. После Второй мировой войны переехал в США. Состоял членом Общества русских ветеранов Великой войны в Сан-Франциско.
Скончался в 1977 году. Похоронен на Сербском кладбище в Колме. Его жена Мария Фёдоровна была сестрой милосердия в Корниловском ударном полку. Их сын Николай родился в 1921 году в Галлиполи, окончил Софийский университет, по профессии — врач-уролог, в 1956 году вместе с матерью и семьей уехал в СССР.

## Награды
- Орден Святой Анны 3-й ст. с мечам и бантом (ВП 8.09.1916)
- Георгиевское оружие (ВП 14.11.1916)
- Орден Святого Станислава 3-й ст. с мечами и бантом (ПАФ 31.03.1917)